# Familia Airbus A320neo

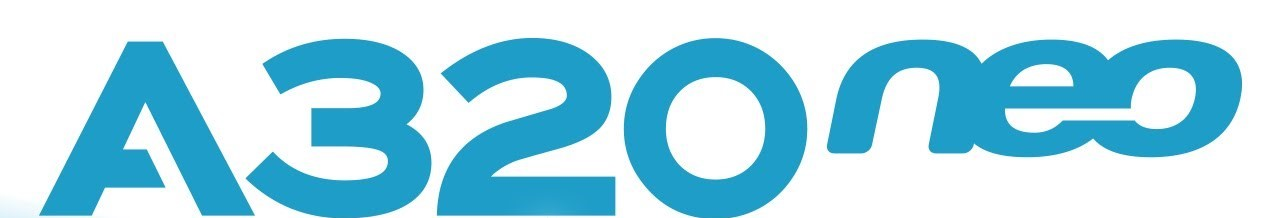
Logo de Airbus A320neo

El Airbus A320neo (neo, acrónimo de New Engine Option, y también del griego νεο, «nuevo») es una familia de aviones de pasajeros desarrollada por el motor que Airbus a330 neo fabricante aeronáutico Airbus SAS a partir de la familia A320. El principal cambio de esta variante es el uso de motores de mayor potencia y más eficientes, que ofrecen frente a la anterior versión del A320 un consumo 15 % menor, un coste operativo un 8 % más bajo, una reducción del 50 % en emisiones de NOx y menor impacto acústico, de acuerdo a los datos estimados por Airbus. Los operadores de estas aeronaves tienen la opción de elegir entre la planta motriz CFM International LEAP-1A o la Pratt & Whitney PW1900G. El fuselaje, así como las alas, también presentan diversas modificaciones, entre las que se incluyen la instalación de dispositivos de punta alar denominados sharklets, y diversas mejoras en el interior del fuselaje.
El primer vuelo del A320neo tuvo lugar el 25 de septiembre de 2014 y fue introducido por la aerolínea alemana Lufthansa el 25 de enero de 2016. En diciembre de 2019 con un total de 7.188 modelos pedidos por más de 115 aerolíneas, lo convierten en el avión comercial de pasajeros que más rápido se haya vendido jamás.

## Desarrollo

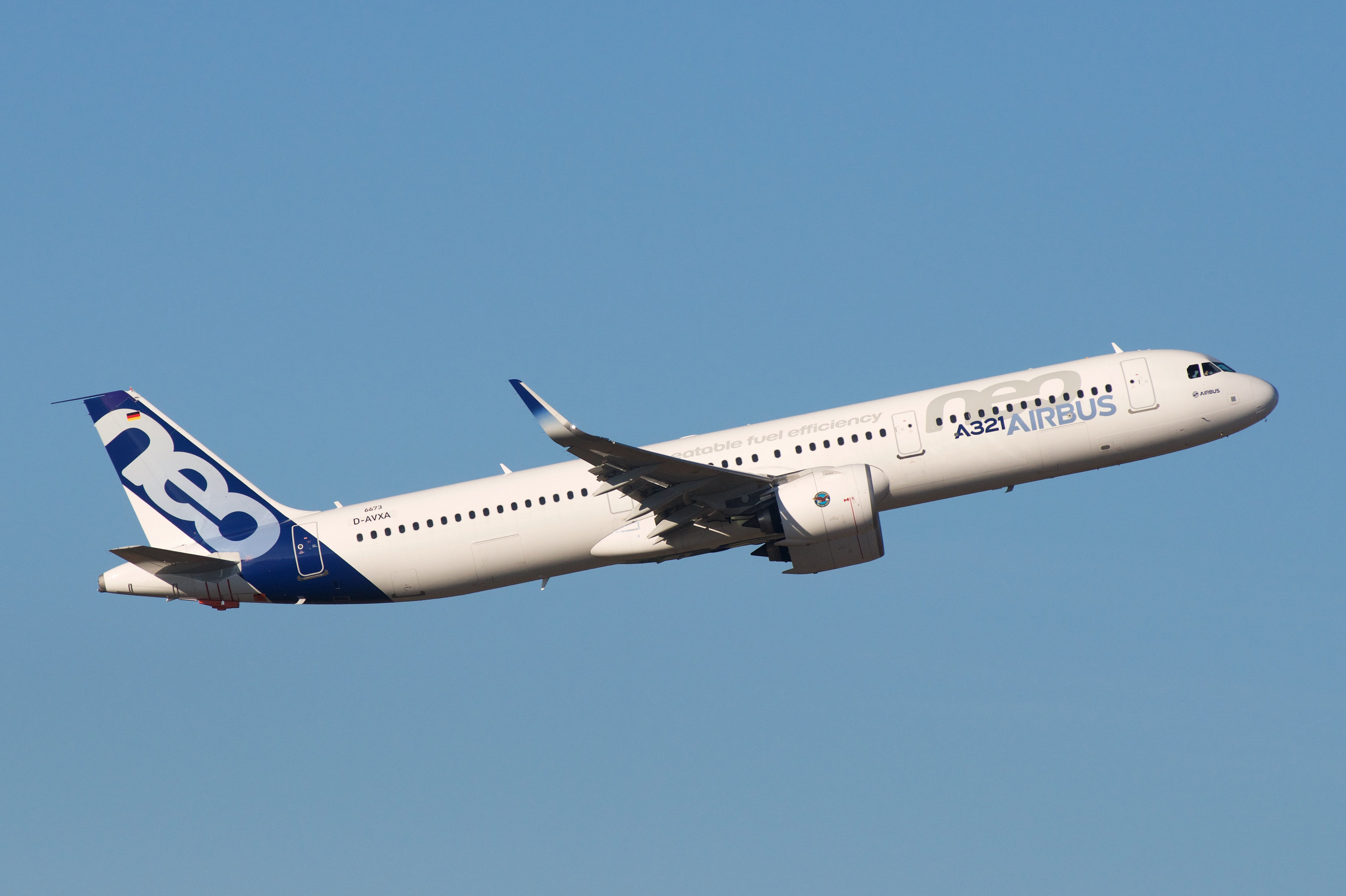
Protótipo del A321neo, D-AVXA

Airbus ha estado considerando durante varios años el posible sucesor de la familia A320, además ha valorado la opción de diseñar una aeronave completamente nueva bajo un proyecto denominado Airbus NSR o la de realizar una renovación al aparato. Al comienzo de este proceso, Airbus indicó su preferencia por llevar a cabo una remotorización del modelo existente en vez de desarrollar un nuevo modelo, en parte debido a que el desarrollo de una nueva aeronave requiere de unos plazos de tiempo mucho más amplios.
El 1 de diciembre de 2010, Airbus lanzó de modo oficial el sucesor del A320, siendo denominado como A320neo (New Engine Option). Las nuevas plantas motrices que equiparían a estas variantes serían el CFM International LEAP-1A y el Pratt & Whitney PW1900G. Se espera que esta nueva planta motriz ofrezca una reducción de consumo del 16 % frente a los motores originales de la familia A320, lo que a su vez se traduce en un aumento de la autonomía en 950 kilómetros o la capacidad de transportar 2 toneladas más con respecto al modelo original. También está previsto que se incluyan diversas modificaciones en las alas, entre las que destaca el cambio del dispositivo de punta alar clásico wingtip por otro llamado sharklet, que Airbus presentó el 15 de noviembre de 2009 como un dispositivo que también se podría adaptar a la familia original del A320. Según los datos estimados, estos dispositivos alares pueden reducir el consumo en un 3,5 % y ofrecer un aumento en la carga de 500 kg o de la autonomía en 100 millas náuticas. Esto se traduce en una reducción anual en torno a las 700 toneladas de CO2 por aeronave, permitiendo ahorrar a los operadores en torno a los 220 000 dólares por aeronave y año. Los sharklets serán fabricados y distribuidos por Korean Air Aerospace Division.
La EASA permitió certificar el neo sin palancas de mando activas.

## Componentes de la familia A320neo
Estados Unidos -  Francia

### Electrónica

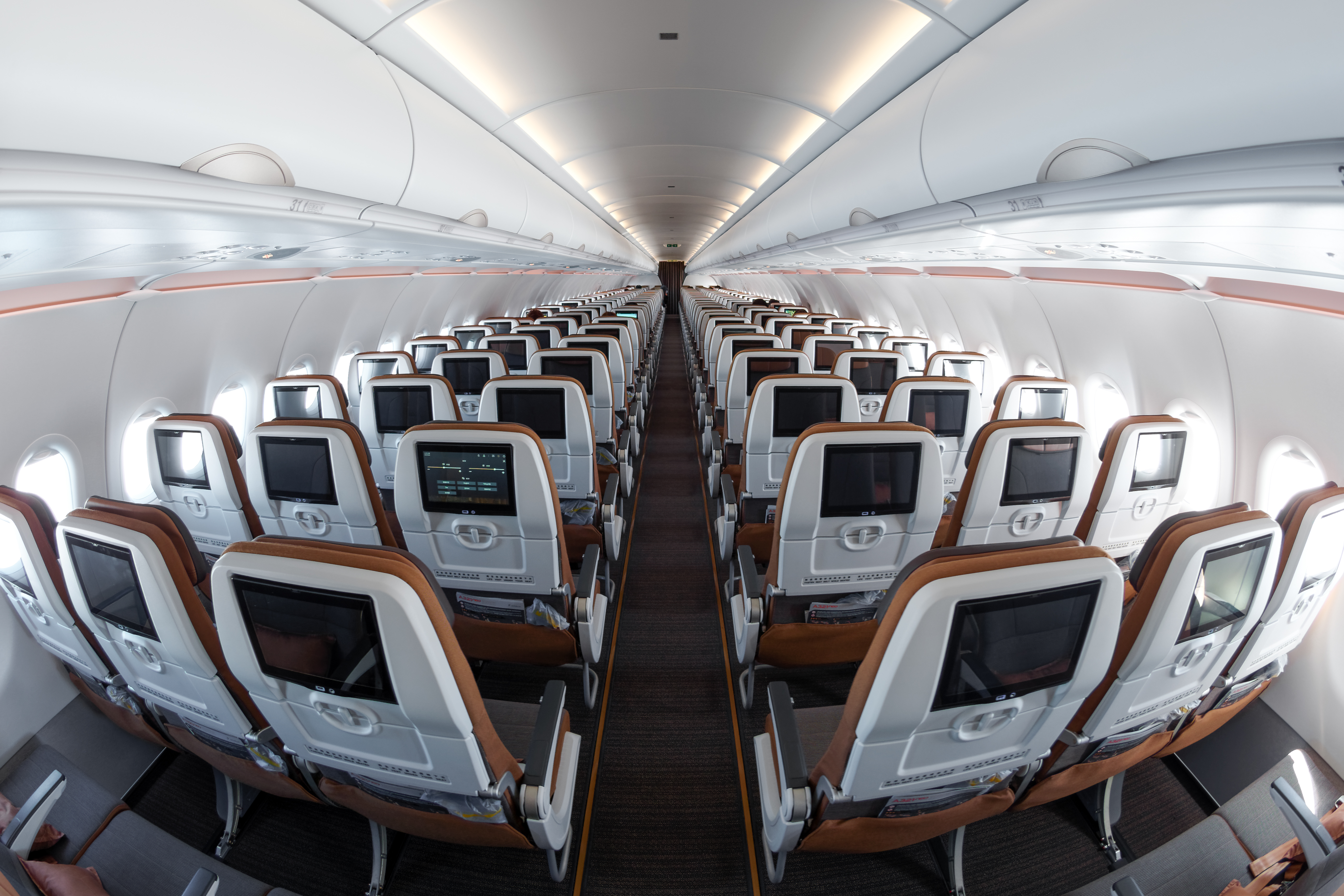
10.1" 720p IFE en la amplia clase económica de STARLUX Airlines. El fuselaje es más ancho que el de un Boeing 737 pero más angosto que el de un Irkut MC-21.

| Sistema                                               | País                                           | Fabricante              | Notas          |
| ----------------------------------------------------- | ---------------------------------------------- | ----------------------- | -------------- |
| Redes de datos                                        |                                                |                         | ARINC 429, CAN |
| Computadoras de elevador y alerón (ELAC)              | Bandera de Francia                             | Thales                  | 2              |
| ADIRUs                                                | Bandera de Estados Unidos                      | Honeywell               | 3              |
| Sensores AoA                                          | Bandera de Francia                             | Thales                  | 3              |
| Computadoras de disruptor y elevador (SEC)            | Bandera de Francia                             | Thales                  | 3              |
| Computadoras de aumento del vuelo (FAC)               | Bandera de Francia                             | Thales                  | 2              |
| TAWS (opción)                                         | Bandera de Estados Unidos                      | ACSS                    |                |
| TAWS                                                  | Bandera de Estados Unidos                      | Honeywell               | EGPWS          |
| SmartLanding (opción)                                 | Bandera de Estados Unidos                      | Honeywell               | EGPWS          |
| SmartRunway (opción)                                  | Bandera de Estados Unidos                      | Honeywell               | EGPWS          |
| ATSAW (opción)                                        | Bandera de Estados Unidos                      | ACSS                    |                |
| ATSAW (opción)                                        | Bandera de Estados Unidos                      | Honeywell               |                |
| ACAS II (opción)                                      | Bandera de Estados Unidos                      | ACSS                    |                |
| ACAS II (opción)                                      | Bandera de Estados Unidos                      | Honeywell               |                |
| ACAS II (opción)                                      | Bandera de Estados Unidos                      | Rockwell Collins        |                |
| Computadoras de guiado de la gestión del vuelo (FMGC) | Bandera de Francia                             | Thales                  | 2              |
| Sistemas de gestión del vuelo (FMS, opción)           | Bandera de Estados Unidos · Bandera de Francia | Smiths Aerospace Thales | TopFlight FMS  |
| Lenguaje de programación de los TopFlight FMS         |                                                |                         | Ada            |
| CPUs de los TopFlight FMS                             | Bandera de Estados Unidos                      | Motorola                | 68040          |
| Sistemas de gestión del vuelo (FMS, opción)           | Bandera de Estados Unidos                      | Honeywell               | Pegasus II     |
| CPUs de los Pegasus II                                | Bandera de Estados Unidos                      | Honeywell               | 29KII          |

### Propulsión

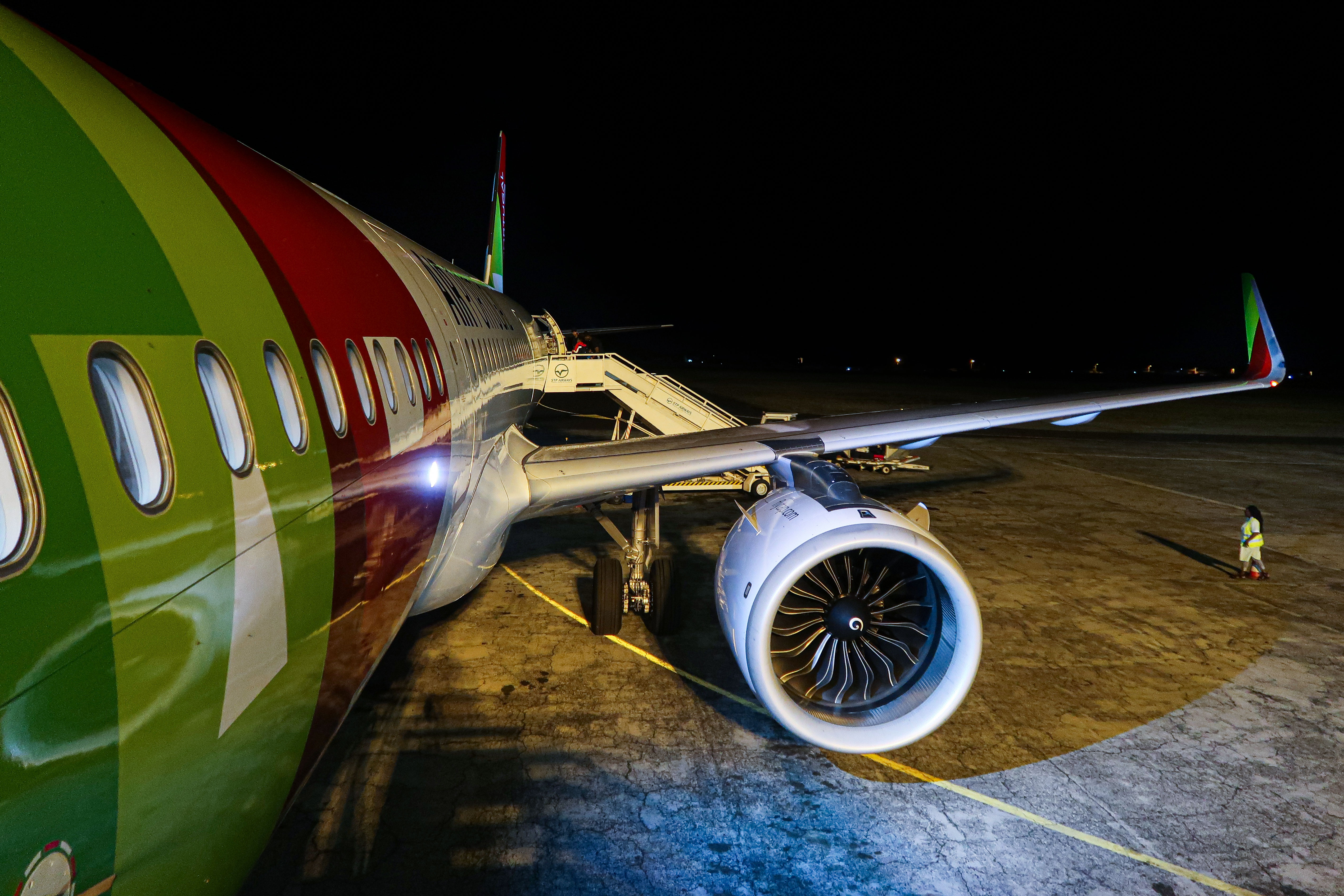
LEAP en TAP Air Portugal

| Sistema        | País                                           | Fabricante        | Notas       |
| -------------- | ---------------------------------------------- | ----------------- | ----------- |
| Motor (opción) | Bandera de Estados Unidos · Bandera de Francia | CFM International | 2 × LEAP-1A |
| Motor (opción) | Bandera de Estados Unidos                      | Pratt & Whitney   | 2 × PW1900G |

## En servicio

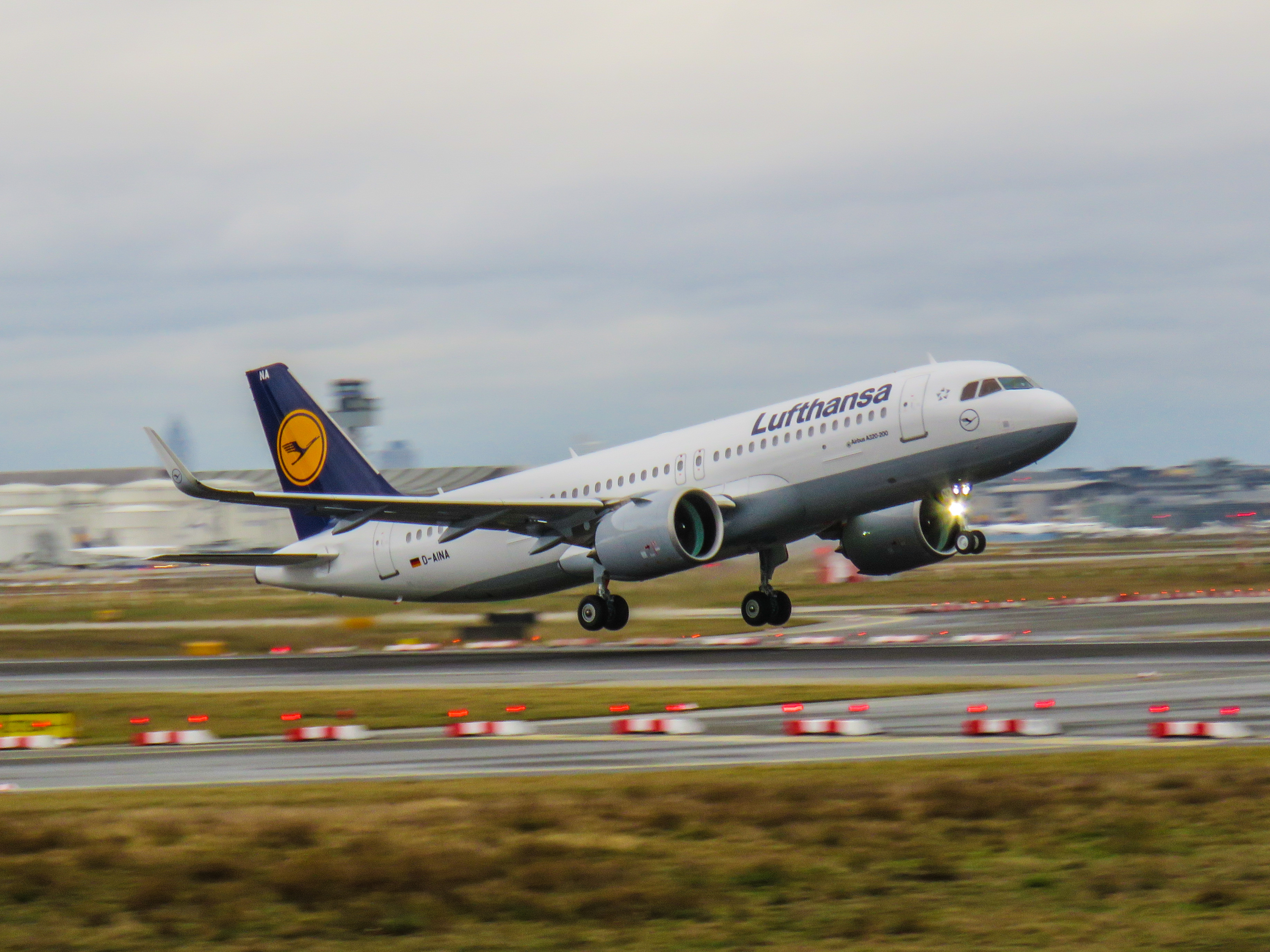
El primer A320neo de Lufthansa despegando en un vuelo comercial desde el aeropuerto de Frankfurt.

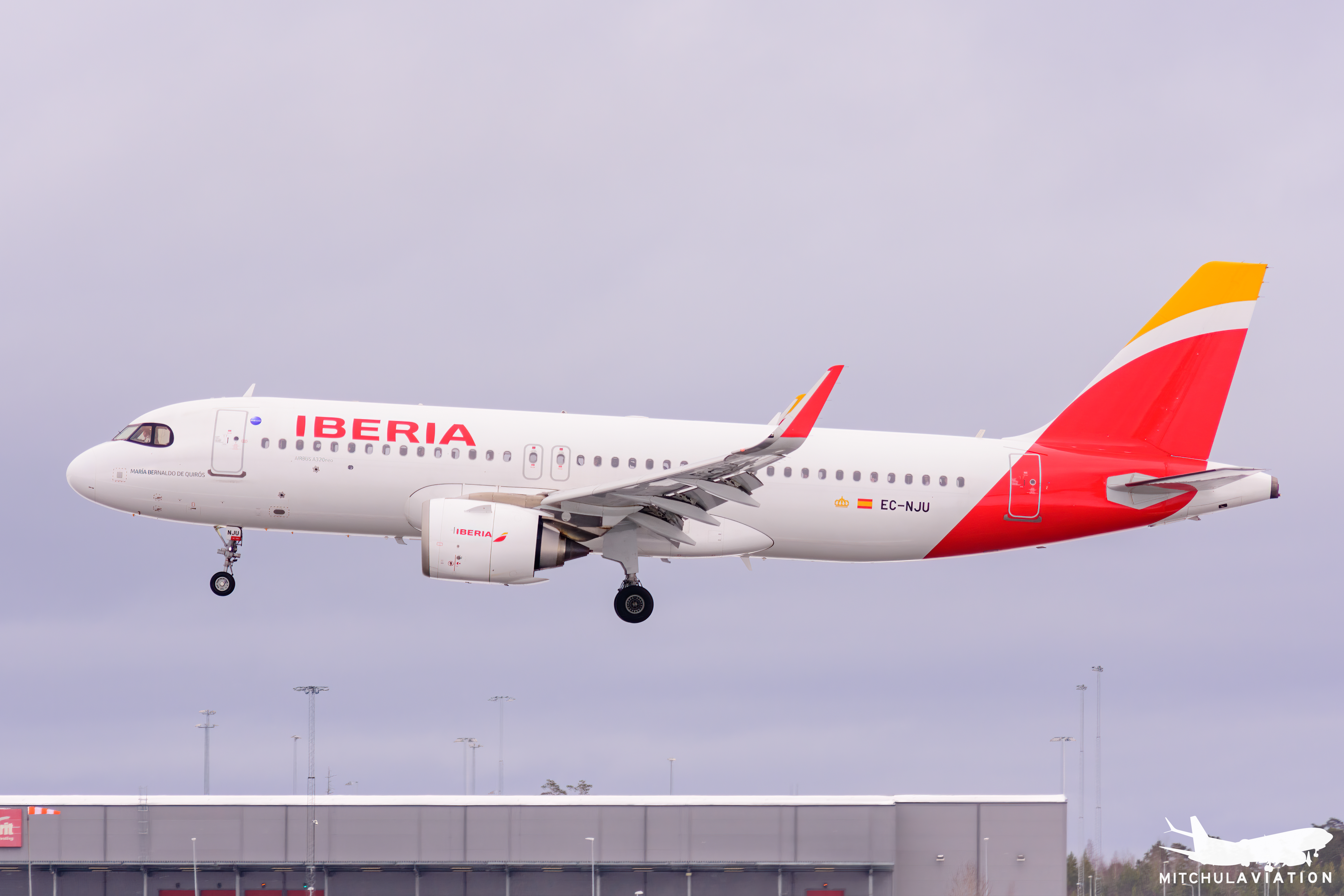
Airbus A320 Neo de Iberia

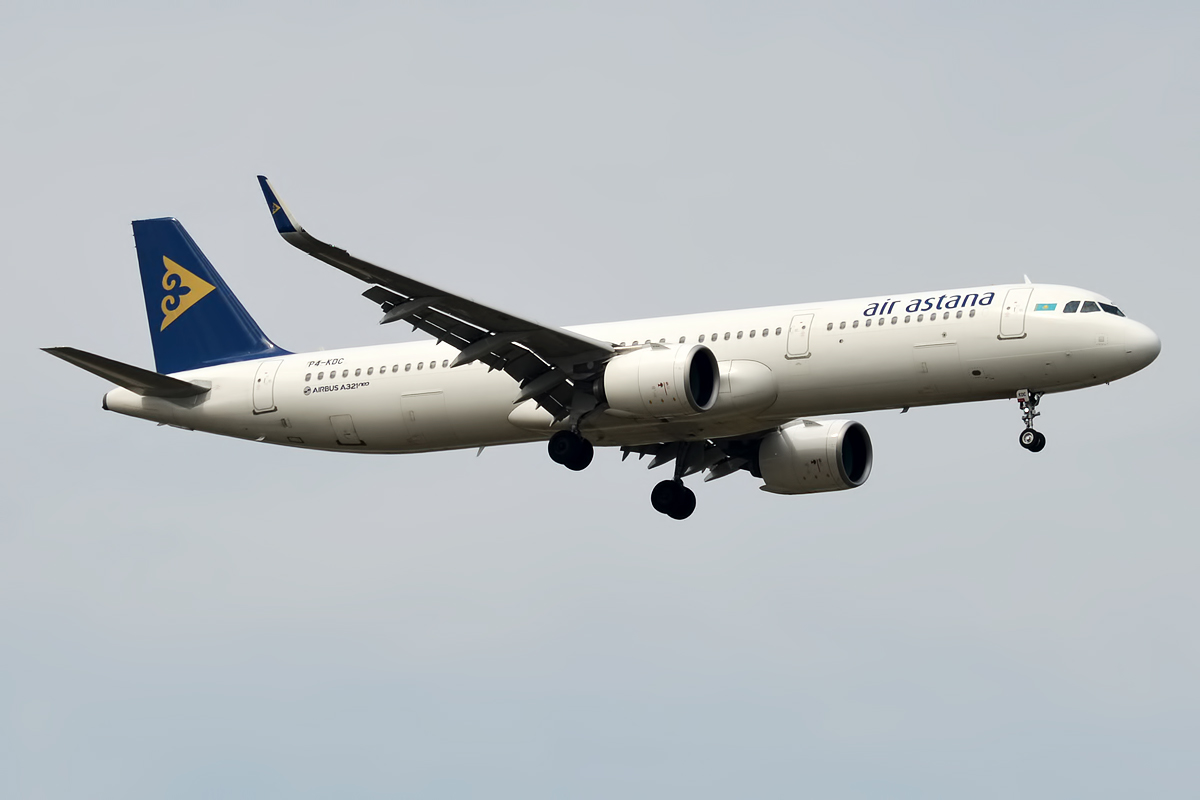
Air Astana Airbus A321neo.

Virgin America era el cliente de lanzamiento previsto del A320neo para la primavera de 2016, pero se cambió a Qatar Airways —que rechazó su primera entrega por problemas con los motores Pratt & Whitney PW1900G— y, finalmente, fue Lufthansa que el 20 de enero de 2016 recibió el primer A320-271neo equipado con dichos motores, registrado D-AINA; entró en servicio comercial el 25 de enero de 2016 entre Frankfurt y Múnich.
Finalmente, el 10 de marzo de 2016 IndiGo Airlines recibía el primero de su pedido por 430 A320neo y se convertía así en la segunda compañía aérea en operar el nuevo tipo.
Apenas unos días después, el consejero delegado de Qatar Airways, Akbar Al Baker, amenazó con cancelar el pedido de 50 aparatos de la familia A320neo (34 A320neo y 16 A321neo) si Pratt & Whitney y Airbus no solucionaban rápidamente los problemas del motor, además de exigir compensaciones por el retraso en la entrega de los aviones. Incluso, Qatar Airways estaba dispuesto a cancelar el pedido de los motores y comprar en su lugar los CFM y habría ya iniciado conversaciones con el fabricante. Hasta que, a principios de junio de 2016, la compañía canceló el pedido de un A320neo como medida de presión sobre el fabricante; y, a principio de septiembre, siguió la misma línea cancelando 2 pedidos más.
También, Carsten Spohr, consejero delegado de Lufthansa, aunque reconoció que los problemas van mejorando lentamente y que el A320neo tiene unos costes operativos un 20 % menores que el tipo base en sus vuelos entre Frankfurt, Hamburgo y Múnich, recordó que Airbus accedió a pagar todos los costes extras del avión hasta solucionar los problemas del Pratt & Whitney PW1900G. Al final, Lufthansa se habría comprometido a aceptar su segundo A320neo con la condición que los problemas de los motores fueran resueltos para el mes de abril de 2016, pero el operador germano aceptó este segundo aparato, todavía pendiente de una solución definitiva, el 29 de marzo, y finalmente y después que Pratt & Whitney anunciara, a principios de junio, que los problemas de restricción ligados al arranque de su motor PW1100G se habían solucionado por completo, los dos siguientes, ya con motores aparentemente sin problemas, el 26 de julio y el 16 de agosto.
El 31 de mayo de 2016 el A320neo con motores CFM Leap-1A recibió la certificación tipo de aeronavegabilidad conjunta de la EASA y la FAA y el día 19 de julio, Pegasus recibió el primer A320-251neo —registrado TC-NBA y bautizado Acelya— equipado con dichos motores.
Mientras tanto, GoAir decidió poner en servicio el primero de sus 72 aviones pedidos equipados con el motor PW1100G, aparato que recibió el 6 de junio de 2016.
Volaris confirmó en 2018 la compra de 80 aeronaves de la familia Airbus A320neo en una transacción de 9300 millones de dólares.

## Variantes
Airbus ha decidido que se fabricarán tres modelos de la familia A320neo. Estos serán el A319neo, A320neo y A321neo, mientras que el A318 no está previsto que se desarrolle como 'neo', a pesar de que esta decisión pueda cambiar en el futuro.
- A319neo: Qatar Airways fue su cliente de lanzamiento.[39] Primer vuelo, de 5 horas de duración, el 31 de marzo de 2017 entre Hamburg-Finkenwerder y Toulouse-Blagnac del aparato equipado con motores CFM LEAP-1A y con registro de pruebas D-AVWA.[40] Poco después, el mismo aparato fue remotorizado para realizar las pruebas con motores Pratt & Whitney.
- A320neo: Lufthansa fue su cliente de lanzamiento.
- Airbus A321neo: ILFC fue su cliente de lanzamiento.[41] Primer vuelo de 5 horas y 29 minutos el 9 de febrero de 2016 con motores CFM International LEAP-1A en Hamburg-Finkenwerder[42] y el primer aparato con motores Pratt & Whitney PW1935G-JM completó el suyo el 9 de marzo de 2016, de unas 6 horas de duración, entre Hamburg-Finkenwerder y Toulouse-Blagnac.[29]

## Operadores
Operadores del Airbus A320neo (No incluye Airbus A321neo):

#### Operadores Civiles
1. IndiGo Airlines: 179[43]

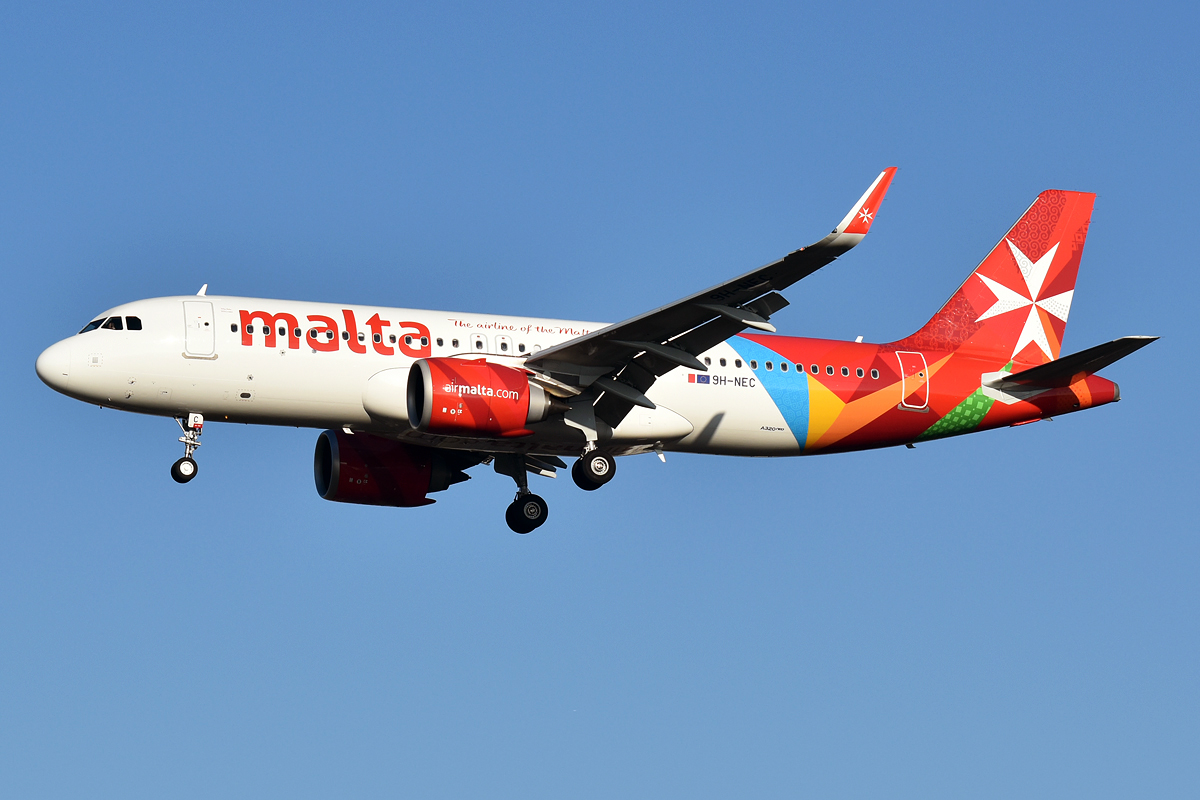
A320-251N de Air Malta

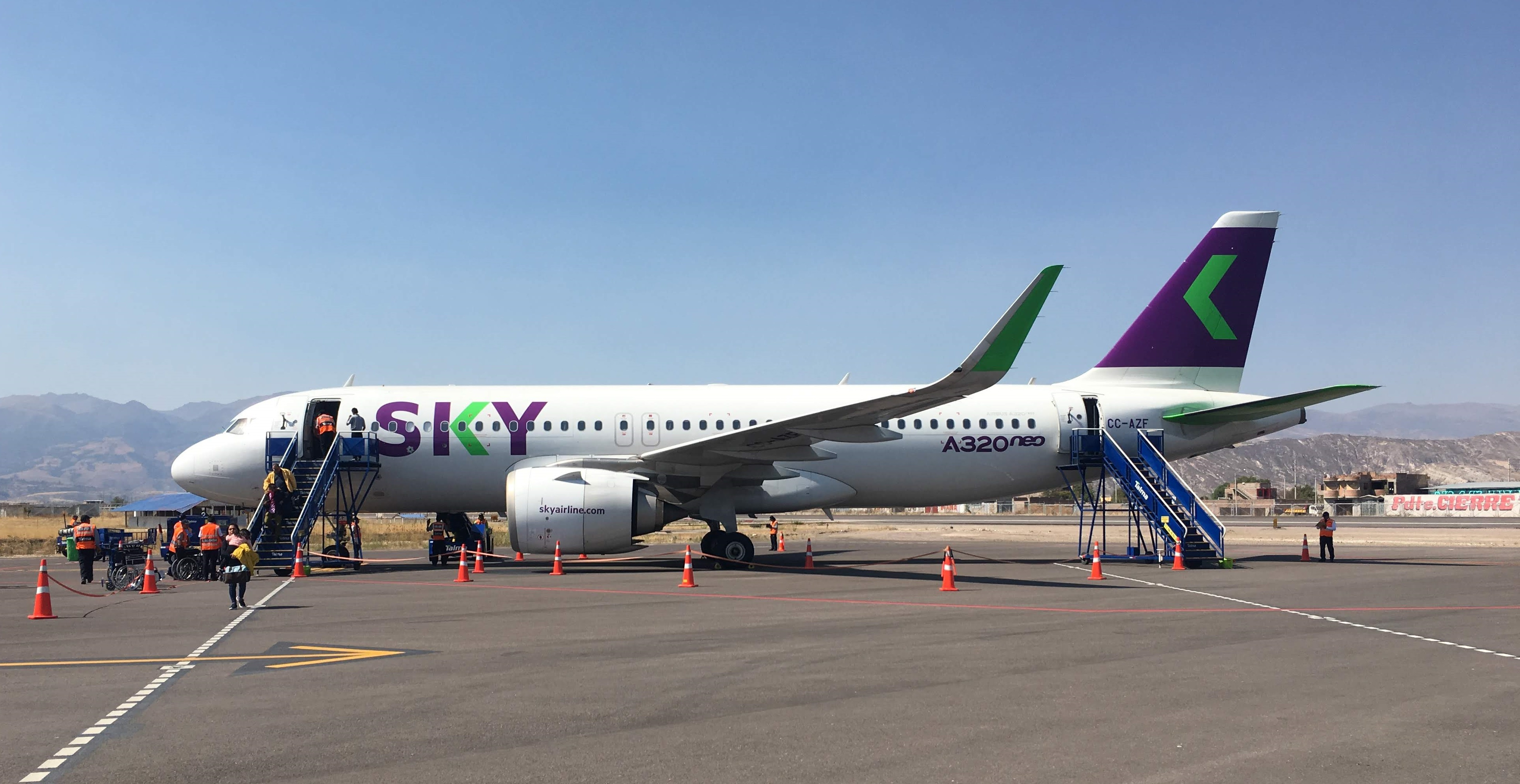
A320-251N de Sky Airline en el Aeropuerto Coronel FAP Alfredo Mendivil Duarte en 2019

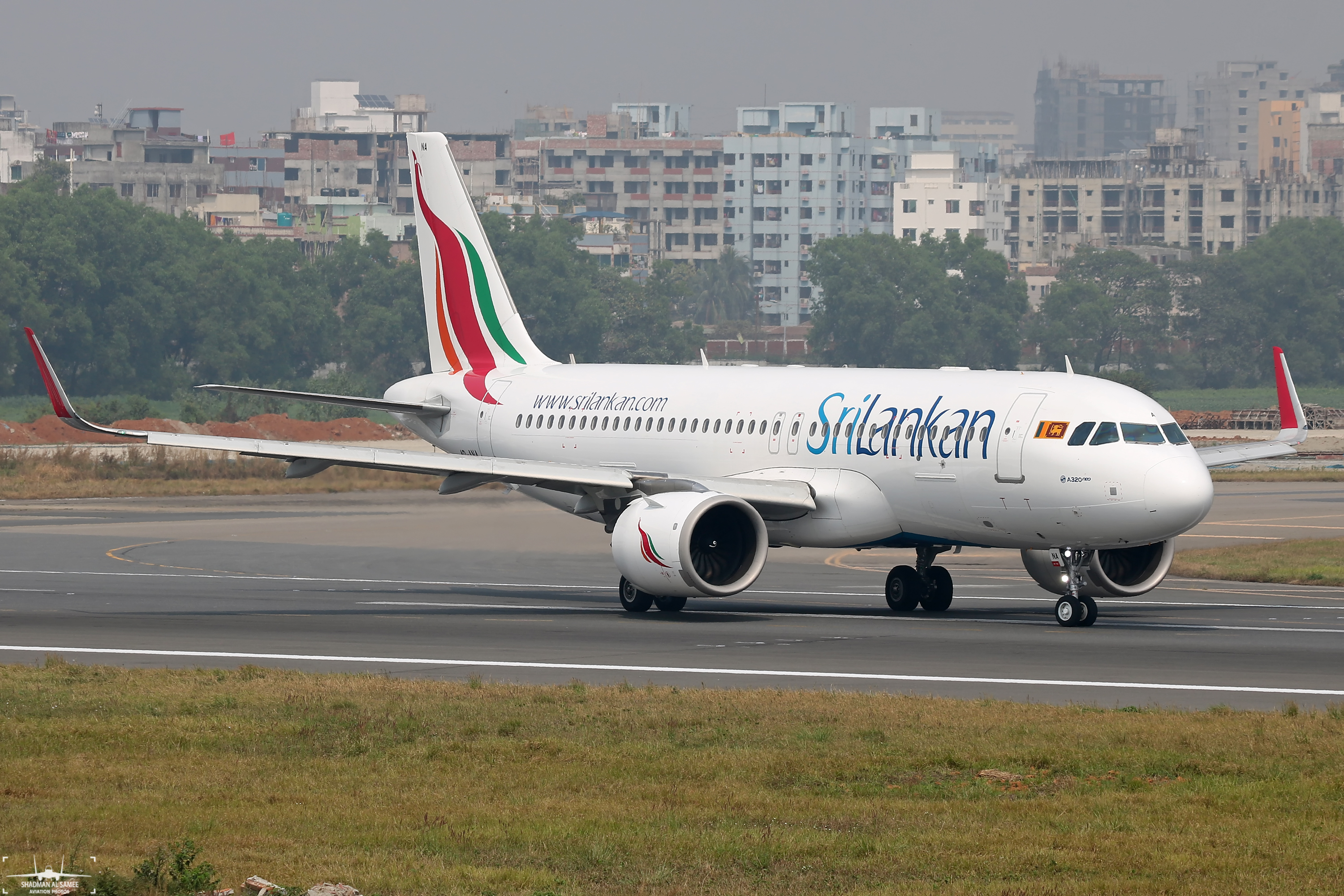
A320-251N de SriLankan Airlines

2. China Eastern Airlines: 107[44]
3. Spirit Airlines: 91[45]
4. Frontier Airlines: 82[46]
5. Go First: 54[47]
6. Air China: 53[48]
7. Azul Linhas Aéreas Brasileiras: 51[49]
8. China Southern Airlines: 51[50]
9. Air India: 48[51]
10. Pegasus Airlines: 48[52]
11. Vistara: 47[53]
12. Flynas: 45[54]
13. Volaris: 45[55]
14. Spring Airlines: 41[56]
15. easyJet: 41[57]
16. Avianca: 38[58]
17. Scandinavian Airlines System: 35[59]
18. Lufthansa: 34[60]
19. Sichuan Airlines: 31[61]
20. S7 Airlines: 31[62]
21. Loong Air: 30[63]
22. AirAsia: 29[64]
23. Shenzhen Airlines: 27[65]
24. flyadeal: 25[66]
25. SAS Connect: 25[67]
26. Vueling: 25[68]
27. Cebu Pacific Air: 22[69]
28. Viva: 22[70]
29. Sky Airline: 22[71]
30. British Airways: 20[72]
31. Qingdao Airlines: 19[73]
32. Juneyao Airlines: 18[74]
33. ITA Airways: 17[75]
34. LATAM Brasil: 17[76]
35. Aegean Airlines: 14[77]
36. Tianjin Airlines: 13[78]
37. Peach: 12[79]
38. Air Cairo: 12[80]
39. Viva Air Colombia: 12[81]
40. China Express Airlines: 11[82]
41. Jazeera Airways: 11[83]
42. TAP Air Portugal: 11[84]
43. All Nippon Airways: 11[85]
44. Chengdu Airlines: 10[86]
45. FlyArystan: 10[87]
46. EasyJet Europe: 10[88]
47. JetSmart: 10[89]
48. Thai AirAsia: 10[90]
49. Iberia 10[91]
50. HK Express: 10[92]
51. Citilink: 10[93]
52. Chongqing Airlines: 9[94]
53. Kuwait Airways: 8[95]
54. Sky Express: 8[96]
55. EgyptAir: 8[97]
56. Eurowings: 7[98]
57. Air Travel: 7[99]
58. Beijing Capital Airlines: 7[100]
59. Royal Brunei Airlines: 7[101]
60. Hainan Airlines: 6[102]
61. Transavia France: 6[103]
62. Scoot: 6[104]
63. Tigerair Taiwán: 6[105]
64. Uzbekistan Airways: 6[106]
65. Air Malta: 6[107]
66. PLAY: 6[108]
67. Wizz Air Malta: 6[109]
68. EasyJet Switzerland: 6[110]
69. Air New Zealand: 6[111]
70. Swiss International Air Lines: 6[112]
71. Colorful Guizhou Airlines: 6[113]
72. Aeroflot: 6[114]
73. LATAM Chile: 6[115]
74. Bamboo Airways: 6[116]
75. Gulf Air: 6[117]
76. Lucky Air: 6[118]
77. West Air China: 6[119]
78. SalamAir: 6[120]
79. Air India Express: 5[121]
80. Air Astana: 5[122]
81. Sky Airline Perú: 5[123]
82. Aer Lingus: 4[124]
83. Lufthansa CityLine: 4[125]
84. Marabu Airlines: 4[126]
85. Austrian Airlines: 4[127]
86. AnadoluJet: 4[128]
87. Tunisair: 4[129]
88. GX Airlines: 4[130]
89. AirAsia India: 4[131]
90. Air Macau: 4[132]
91. Air Corsica: 3[133]
92. Volaris El Salvador: 3[134]
93. Volaris Costa Rica: 3[135]
94. Azerbaijan Airlines: 3[136]
95. Wizz Air: 3[137]
96. Avianca (El Salvador): 3[138]
97. Ural Airlines: 3[139]
98. LATAM Perú: 6[140]
99. Jetstar Airways: 2[141]
100. Azores Airlines: 2[142]
101. Nordica: 2[143]
102. SmartAvia: 2[144]
103. Atlantic Airways: 2[145]
104. SriLankan Airlines: 2[146]
105. Air Seychelles: 2[147]
106. Brussels Airlines : 1[148]
107. StarFlyer: 1[149]
108. Comlux KZ: 1[150]
109. Acropolis Aviation: 1[151]
110. Air Côte d'Ivoire: 1[152]
111. Aircalin: 1[153]
112. Batik Air: 1[154]
113. Druk Air: 1[155]
114. Brussels Airlines: 1[148]

#### Operadores Militares y Gubernamentales
- Gobierno de Senegal: 1[156]

- Gobierno de Costa de Marfil: 1[157]

### Antiguos Operadores

#### América
Costa Rica
- Avianca Costa Rica (1)[158]

 México
- Interjet (7)[159]

#### Asia
Indonesia
- TransNusa (1)[160]

#### Europa
Irlanda
- Scandinavian Airlines Ireland (9)[161]

 Malta
- Albinati Aviation (1)[162]

## Pedidos y entregas
|                            |
| A 31 de diciembre de 2017. |

A fecha de 31 de diciembre de 2017, se han realizado un total de 5995 pedidos en firme por las distintas aeronaves de la familia A320neo: 33 A319, 4042 A320, 1920 A321.
|          |         | 2010 | 2011  | 2012 | 2013 | 2014  | 2015 | 2016 | 2017  | Total |
| Pedidos  | A319neo | –    | 26    | 19   | –    | 2     | 3    | 5    | (-22) | 33    |
| Pedidos  | A320neo | 30   | 1,081 | 378  | 387  | 824   | 583  | 343  | 507   | 4,042 |
| Pedidos  | A321neo | –    | 119   | 81   | 341  | 183   | 301  | 363  | 418   | 1,920 |
| Pedidos  | Total   | 30   | 1,226 | 478  | 728  | 1,009 | 887  | 711  | 925   | 5,995 |
| Entregas | A319neo | –    | –     | –    | –    | –     | –    | –    | –     | –     |
| Entregas | A320neo | –    | –     | –    | –    | –     | –    | 68   | 161   | 229   |
| Entregas | A321neo | –    | –     | –    | –    | –     | –    | –    | 20    | 20    |
| Entregas | Total   | –    | –     | –    | –    | –     | –    | 68   | 181   | 249   |

## Especificaciones
|                                 | A319neo                                                                         | A320neo                                                                         | A321neo                                                                         |
| ------------------------------- | ------------------------------------------------------------------------------- | ------------------------------------------------------------------------------- | ------------------------------------------------------------------------------- |
| Tripulación de cabina           | Dos (piloto y copiloto) + 2 observadores                                        | Dos (piloto y copiloto) + 2 observadores                                        | Dos (piloto y copiloto) + 2 observadores                                        |
| Capacidad (según configuración) | 156 (máximo; en 1 clase) 134 (normal; en 1 clase) 124 (normal; en 2 clases)     | 186 (máximo; en 1 clase) 164 (normal; en 1 clase) 150 (normal; en 2 clases)     | 230 (máximo; en 1 clase) 199 (normal; en 1 clase) 185 (normal; en 2 clases)     |
| Velocidad de crucero            | Mach 0,78 (828 km/h/511 mph a 11 000 m/36 000 ft)                               | Mach 0,78 (828 km/h/511 mph a 11 000 m/36 000 ft)                               | Mach 0,78 (828 km/h/511 mph a 11 000 m/36 000 ft)                               |
| Velocidad máxima                | Mach 0,82 (871 km/h/537 mph a 11 000 m/36 000 ft)                               | Mach 0,82 (871 km/h/537 mph a 11 000 m/36 000 ft)                               | Mach 0,82 (871 km/h/537 mph a 11 000 m/36 000 ft)                               |
| Motores (×2)                    | CFM International LEAP-1A o Pratt & Whitney PW1900G                             | CFM International LEAP-1A o Pratt & Whitney PW1900G                             | CFM International LEAP-1A o Pratt & Whitney PW1900G                             |
| Potencia                        | P&W: 24 000 – 33 000 lbf (110-150 kN) CFM: 23 000 – 30 000 lbf (104,5-136,5 kN) | P&W: 24 000 – 33 000 lbf (110-150 kN) CFM: 23 000 – 30 000 lbf (104,5-136,5 kN) | P&W: 24 000 – 33 000 lbf (110-150 kN) CFM: 23 000 – 30 000 lbf (104,5-136,5 kN) |

Fuente: Airbus, Pratt & Whitney.

### Motores
| Designación | Motores       | Certificación           | Take-off thrust    | Maximum continuous |
| ----------- | ------------- | ----------------------- | ------------------ | ------------------ |
| A319-171N   | PW1924G-JM    | 19 de agosto de 2019    | 10782daN (24240lb) | 10691daN (24035lb) |
| A319-151N   | CFM LEAP-1A24 | 19 de agosto de 2019    | 10680daN (24010lb) | 10676daN (24000lb) |
| A319-153N   | CFM LEAP-1A26 | 19 de agosto de 2019    | 12064daN (27120lb) | 11868daN (26680lb) |
| A320-271N   | PW1927G-JM    | 24 Nov 2015             | 12043daN (27075lb) | 11718daN (26345lb) |
| A320-272N   | PW1924G-JM    | 19 de agosto de 2019    | 10782daN (24240lb) | 10691daN (24035lb) |
| A320-273N   | PW1929G-JM    | 19 de agosto de 2019    | 13000daN (29245lb) | 11719daN (26345lb) |
| A320-251N   | CFM LEAP-1A26 | 31 de mayo de 2016      | 12064daN (27120lb) | 11868daN (26680lb) |
| A320-252N   | CFM LEAP-1A24 | 17 de enero de 2018     | 10680daN (24010lb) | 10676daN (24000lb) |
| A320-253N   | CFM LEAP-1A29 | 19 de agosto de 2019    | 13029daN (29290lb) | 11868daN (26680lb) |
| A321-271N   | PW1933G-JM    | 15 de diciembre de 2016 | 14728daN (33110lb) | 14581daN (32780lb) |
| A321-272N   | PW1930G-JM    | 27 de junio de 2017     | 14728daN (33110lb) | 14581daN (32780lb) |
| A321-251N   | CFM LEAP-1A32 | 10 de julio de 2018     | 14305daN (32160lb) | 14096daN (31690lb) |
| A321-252N   | CFM LEAP-1A30 | 17 de enero de 2018     | 14305daN (32160lb) | 14096daN (31690lb) |
| A321-253N   | CFM LEAP-1A33 | 10 de julio de 2017     | 14305daN (32160lb) | 14096daN (31690lb) |

## Accidentes con el avión involucrado
- El A320neo que cubría la ruta del vuelo 2213 de LATAM Perú, se estrelló contra un camión de bomberos en su carrera de despegue en el Aeropuerto Internacional Jorge Chávez, en Lima, Perú, el 18 de noviembre de 2022, muriendo dos de los tres ocupantes del vehículo y la evacuación de las 108 personas a bordo de la aeronave, con 25 heridos en total. Es la primera pérdida total de una aeronave de este tipo.[168]

### Desarrollos relacionados
- Competencia entre Airbus y Boeing
- Airbus A320
- Airbus NSR

### Aeronaves similares
- Bombardier CSeries
- Comac C919
- Boeing 737 MAX
- Irkut MS-21